# Skage
Skage is een plaats in de Noorse gemeente Overhalla, provincie Trøndelag. Skage telt 614 inwoners (2007) en heeft een oppervlakte van 0,59 km².